# 悲しきサルタン (アルバム)
『悲しきサルタン』（原題：Dire Straits）は、イギリスのロック・バンド、ダイアー・ストレイツが1978年に発表した初のスタジオ・アルバム。

## 背景
1977年7月27日、バンドは5曲入りのデモ・テープを録音。そのうち「水辺へ」「ウォーター・オブ・ラヴ」「悲しきサルタン」「ワイルド・ウェスト・エンド」の4曲は本作で再録音された。また、同年10月頃にはBBCラジオ・ロンドンのために「サウスバウンド・アゲイン」「イン・ザ・ギャラリー」「シックス・ブレイド・ナイフ」が録音され、11月9日に録音されたデモ・テープには、本作で再録音される「セッティング・ミー・アップ」も含まれていた。そして、BBCラジオ・ロンドンのDJチャーリー・ジレットがバンドのデモ録音をオン・エアし、それを聴いたフォノグラム・レコードのA&Rジョン・スタインズによって、バンドはフォノグラム傘下のヴァーティゴと契約を得た。
バンドはトーキング・ヘッズのツアーでオープニングアクトを務めた後、本作のレコーディングに入り、12日間で録音を終える。

## 反響・評価
本作は全英アルバムチャートで最高5位を記録し、132週チャート圏内に入るロング・ヒットとなった。また、1979年3月には「悲しきサルタン」が全英シングルチャート入りを果たし、最高8位を記録。
オランダでは、VPROのDJが「悲しきサルタン」を盛んにオン・エアし、更に同国の評論家からも絶賛されて、早くから注目を集めた。本作は1978年8月5日付のアルバム・チャートで初登場46位となり、9月2日より14週連続でトップ10入りして、うち5週にわたり3位を記録する大ヒットとなった。また、オランダのシングル・チャートでは8月12日に「悲しきサルタン」が初登場43位となり、その後11位を記録する。
ニュージーランドでは1978年末から1979年にかけて大ヒットを記録。本作は1978年12月3日付のアルバム・チャートで初登場2位となり、20週連続でトップ10にとどまった。また、シングル「悲しきサルタン」は1978年12月10日付のシングル・チャートで初登場39位となり、1979年1月28日には最高12位を記録。
アメリカ盤は1978年秋にワーナー・ブラザース・レコードからリリースされ、1979年に本作がBillboard 200で2位、シングル「悲しきサルタン」がBillboard Hot 100で4位を記録した。本作は1979年2月にRIAAによってゴールドディスクに認定され、1987年1月にはダブル・プラチナに認定されている。
Stephen Thomas Erlewineはオールミュージックにおいて5点満点中4点を付け「バーで演奏するバンドのパブロック的な精神性が中核にあり、グループの名を高めたシングル"Sultans of Swing"にしても無視されたパブロック・バンドの嘆きを表現しているが、彼らの音楽は既に、彼らの先人のシンプルなブギーやシャッフルを超えており、時折ジャズやカントリーにも手を出している」と評している。

## 収録曲
全曲ともマーク・ノップラー作。
1. 水辺へ "Down to the Waterline" – 4:03
2. ウォーター・オブ・ラヴ "Water of Love" – 5:26
3. セッティング・ミー・アップ "Setting Me Up" – 3:19
4. シックス・ブレイド・ナイフ "Six Blade Knife" – 4:13
5. サウスバウンド・アゲイン "Southbound Again" – 2:59
6. 悲しきサルタン "Sultans of Swing" – 5:48
7. イン・ザ・ギャラリー "In the Gallery" – 6:16
8. ワイルド・ウェスト・エンド "Wild West End" – 4:41
9. ライオン "Lions" – 5:04

## 参加ミュージシャン
- マーク・ノップラー - ボーカル、ギター
- デヴィッド・ノップラー - リズムギター、バックグラウンド・ボーカル
- ジョン・イルズリー - ベース、バックグラウンド・ボーカル
- ピック・ウィザース - ドラムス